# Cantonul Lodève
Cantonul Lodève este un canton din arondismentul Lodève, departamentul Hérault, regiunea Languedoc-Roussillon, Franța.

## Comune
- Le Bosc
- Fozières
- Lauroux
- Lodève (reședință)
- Olmet-et-Villecun
- Les Plans
- Poujols
- Le Puech
- Saint-Étienne-de-Gourgas
- Saint-Jean-de-la-Blaquière
- Saint-Pierre-de-la-Fage
- Saint-Privat
- Soubès
- Soumont
- Usclas-du-Bosc
- La Vacquerie-et-Saint-Martin-de-Castries